# Silabario kpelle

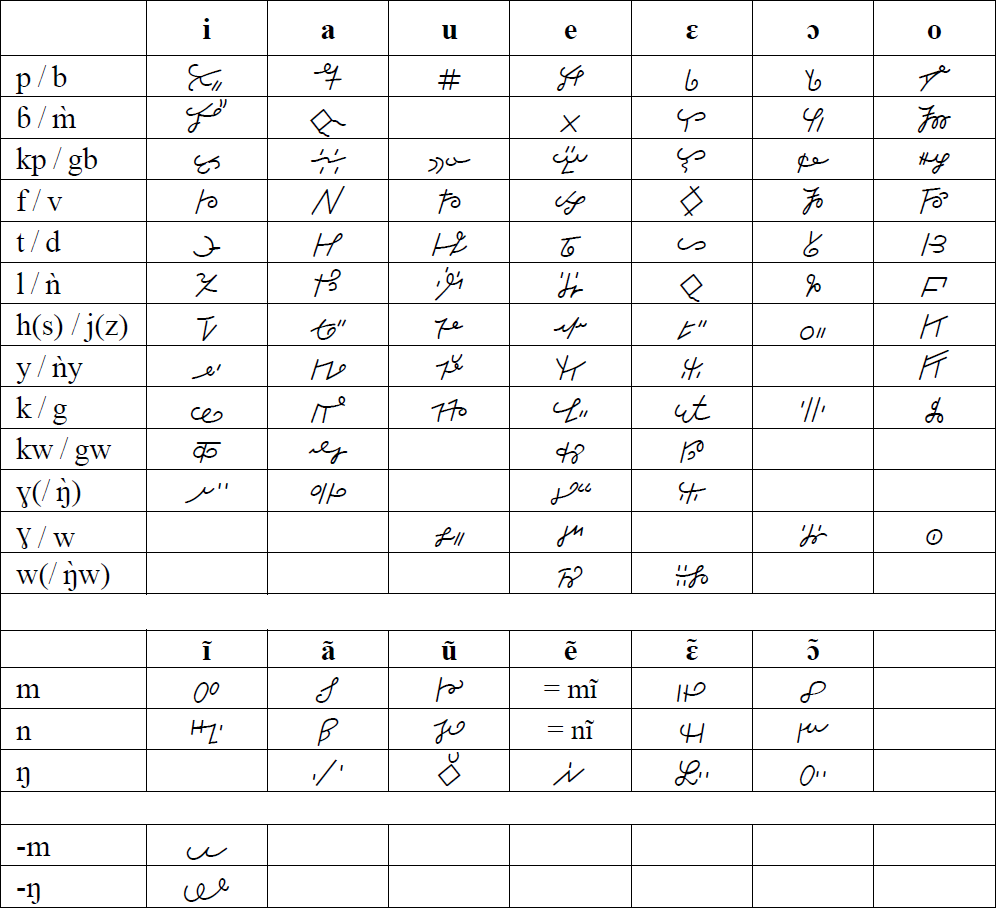
Imagen del silabario kpelle

El silabario kpelle fue desarrollado hacia 1930-1935 por Chief Gbili, natural de Sanoyea (Bong, Liberia), al objeto de dotar de una forma de escritura al idioma kpelle, un miembro del grupo lenguas Níger-Congo de las lenguas mandé utilizada por alrededor de 490.000 personas en Liberia y 300.000 en Guinea.
El silabario consiste en 88 grafemas y se escribe de izquierda a derecha en líneas horizontales. Algunos de los símbolos presentan más de una forma gráfica.
Alcanzó cierta popularidad, siendo usado entre los hablantes de kpelle en las décadas de 1930 y 1940 pero posteriormente fue abandonado.
Actualmente se emplea el alfabeto latino para la escritura del idioma kpelle.